# Sandoná
Sandoná é um município da Colômbia, localizado no departamento de Nariño.